# Bandipur-Nationalpark
Der Bandipur-Nationalpark (Kannada ಬಂಡೀಪುರ ರಾಷ್ಟ್ರೀಯ ಉದ್ಯಾನವನ IAST Baṃḍīpura rāṣṭrīya udyānavana) ist ein Nationalpark im Süden Indiens im Distrikt Chamarajanagar des Bundesstaats Karnataka.
Er umfasst eine Fläche von 874 km² und grenzt im Norden an den etwa 640 km² großen Nagarhole-Nationalpark und im Süden an das Mudumalai-Wildreservat, das etwa 320 km² groß ist. Die drei Reservate bilden zusammen mit dem Wynad-Wildreservat den größten Schutzgebietskomplex ganz Südindiens.
Das Gebiet steht schon seit 1898 unter Schutz, wurde 1941 zum Nationalpark erklärt und 1973 als eines von 28 indischen Tigerreservaten unter besonderen Schutz gestellt.

## Flora
Die Landschaft des Parks ist vielfältig und umfasst Hügelketten, Klippen, flache Hänge und Plateaus. Im Nordwesten fließt der Fluss Kabini, ein Nebenfluss der Kaveri. Die Vegetation besteht vorwiegend aus offenen Wäldern und Parklandschaften. Hier wachsen Teakbäume (Tectona grandis), Palisander (Dalbergia latifolia), Sandelholz (Santalum album), Myrobalanen (Terminalia tomentosa) und Pterocarpus marsupium, dessen Produkte zum Beispiel in der Ayurveda-Medizin verwendet werden.

## Fauna
Bandipur beherbergt eine beachtliche Vielfalt großer Säugetiere. Bengalische Tiger, Indische Leoparden, Streifenhyänen, Lippenbären und Asiatische Wildhunde stellen die größten Raubtierarten im Park dar. Darüber hinaus verfügt der Park über stabile Bestände von Asiatischen Elefanten und Gaur-Rindern. Als weitere Huftiere kommen Vierhornantilopen, Sambarhirsche, Axishirsche, Muntjaks, Indien-Kantschile und Wildschweine vor. Zahlreiche Vogelarten bevölkern den Park, darunter auch etliche Greifvögel, wie etwa der Habichtsadler.

## Bilder

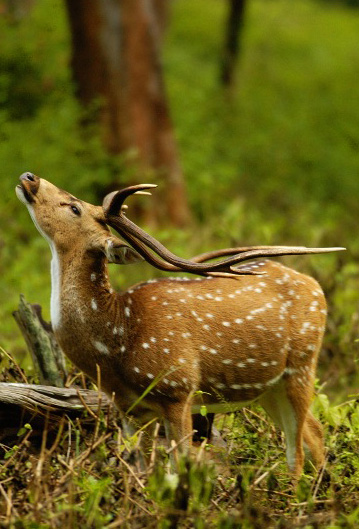
Axishirsch
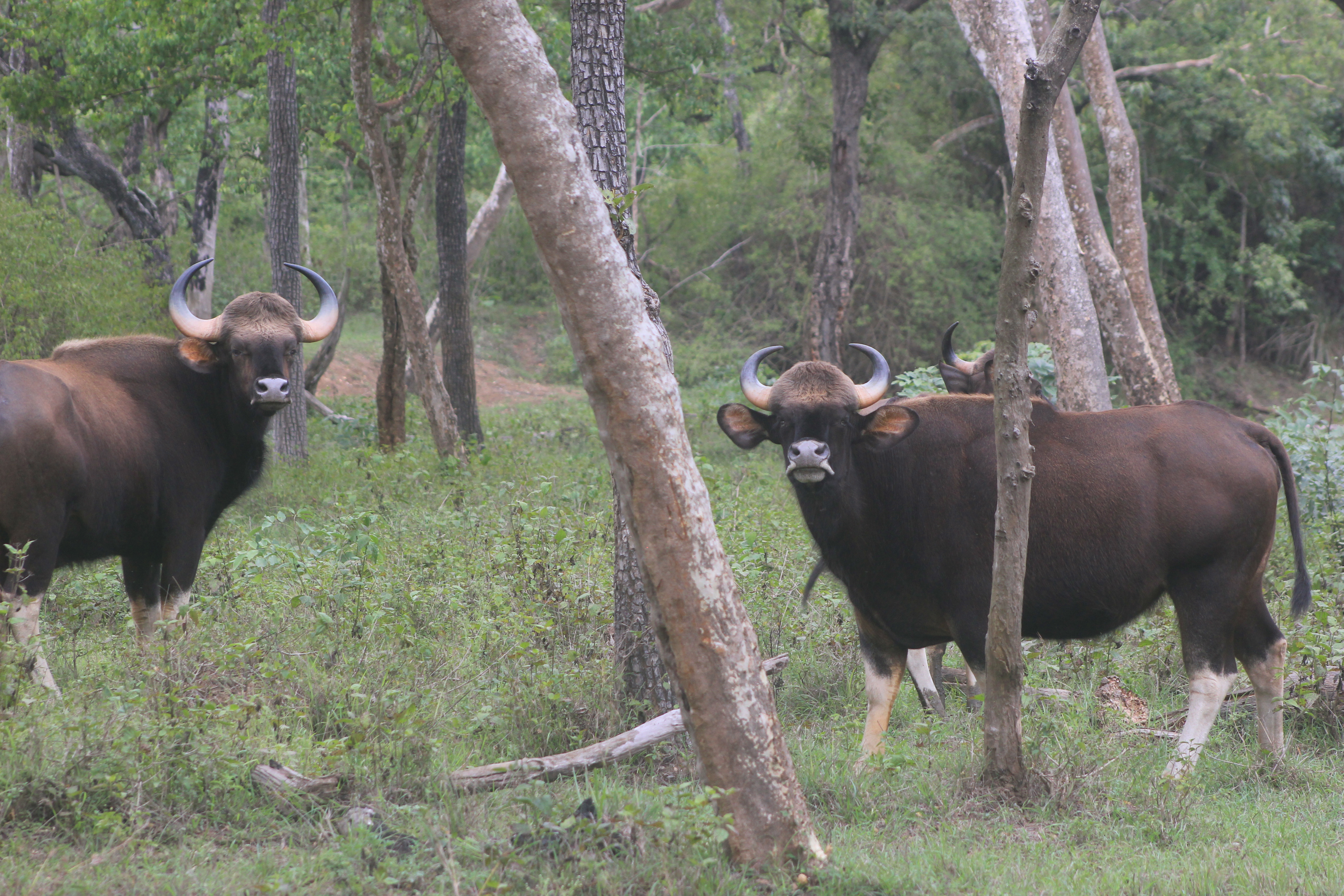
Gaure
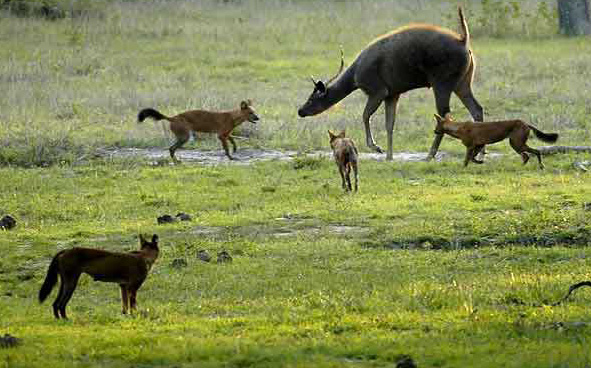
Indische Rothunde beim Angriff auf einen Sambarhirsch
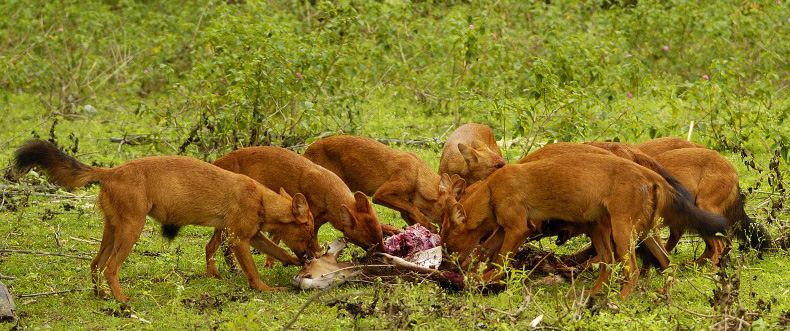
Indische Rothunde mit erlegtem Axishirsch
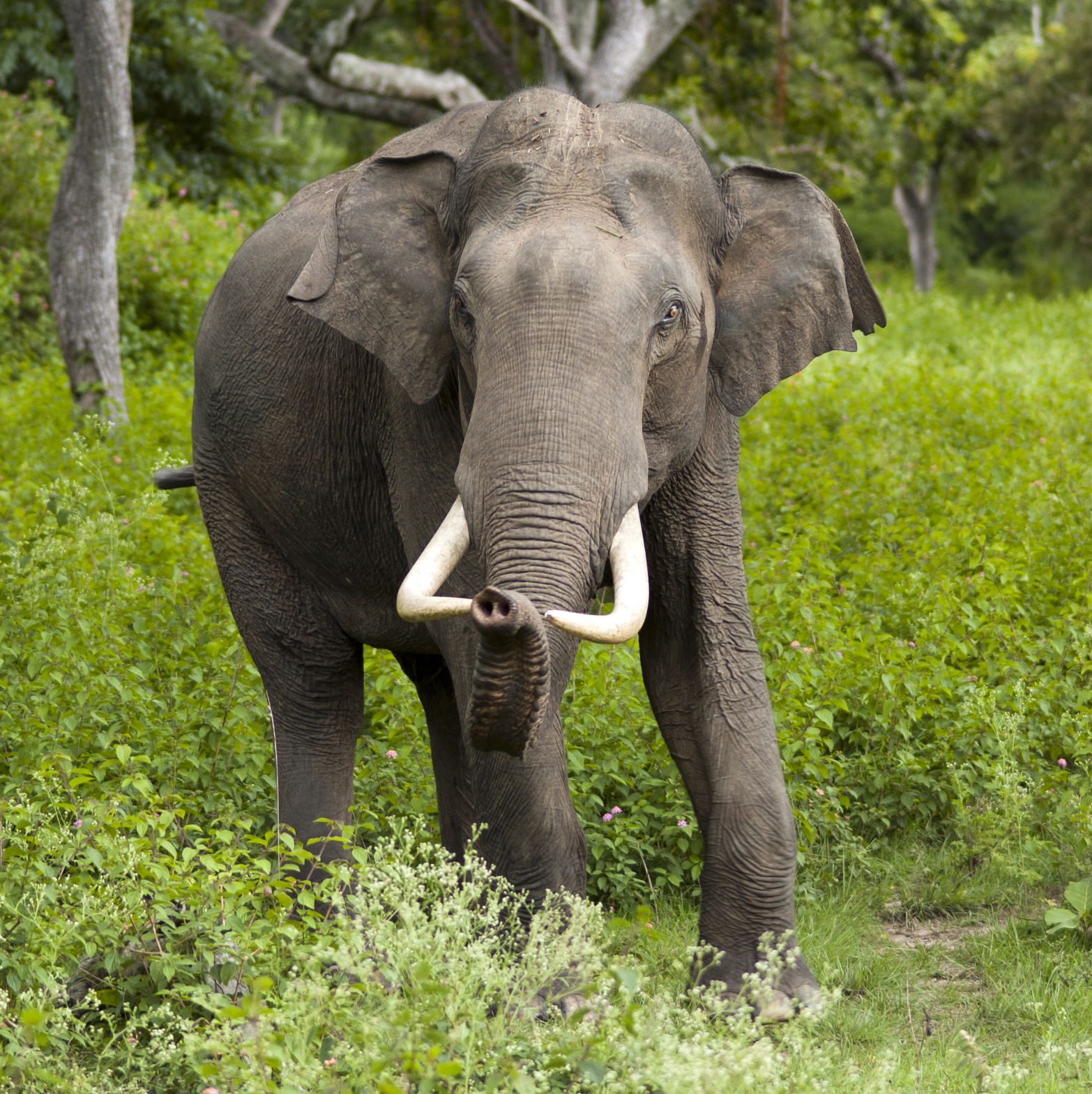
Asiatischer Elefantenbulle
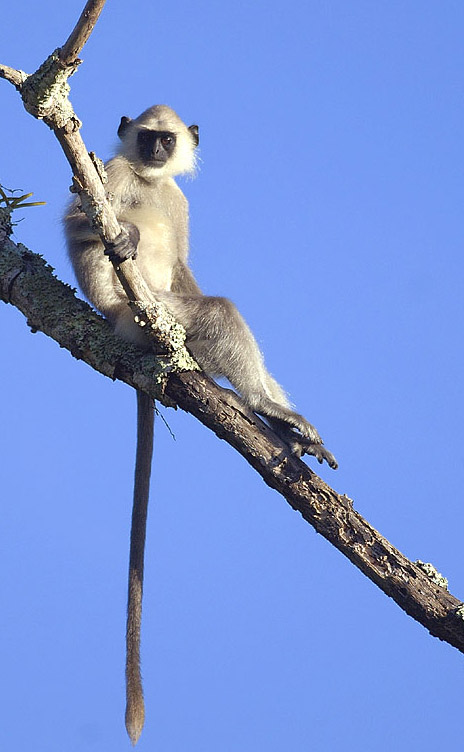
Langur
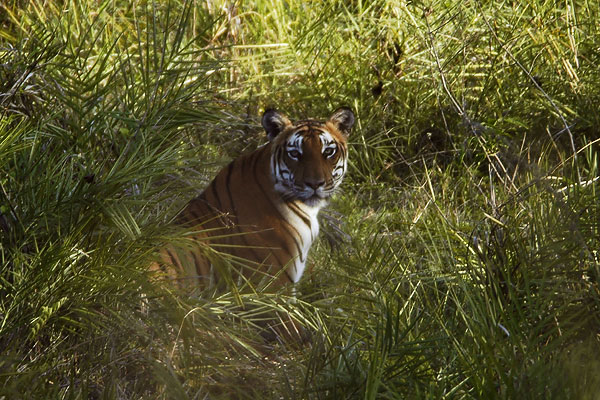
Tiger im Bandipur-Nationalpark
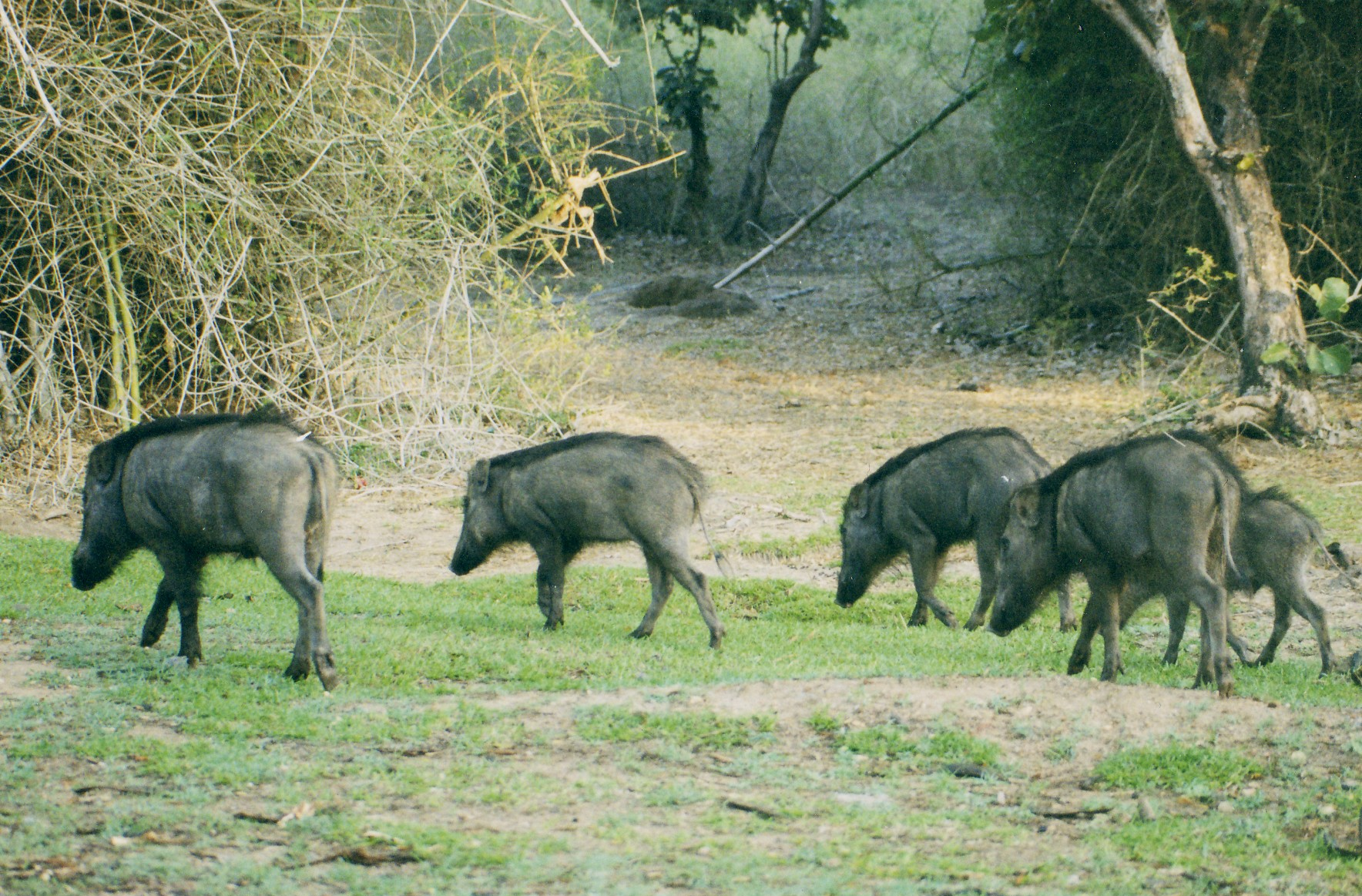
Wildschweine
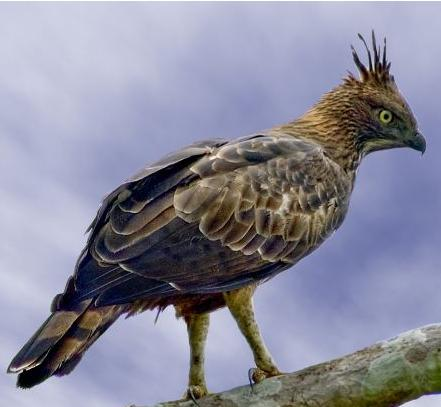
Einfarb-Haubenadler